# Роччелла, Эуджения
Эуджения Мария Роччелла (итал. Eugenia Maria Roccella; род. 15 ноября 1953, Болонья) — итальянская журналистка и политик. Министр без портфеля по вопросам семьи, рождаемости и равных возможностей (с 2022).

## Биография
Родилась 15 ноября 1953 года в Болонье. Дочь основателей Радикальной партии — Франко Роччеллы и художницы и феминистки Ванды Раэли. Получила высшее филологическое образование. 
В начале 1970-х возглавляла Движение за освобождение женщин (Movimento di liberazione della donna), которое боролось за право на разводы и аборты, против насилия над женщинами и за равные права в трудовых отношениях. 
В 1979 году безуспешно баллотировалась в Палату депутатов от Радикальной партии. В 1980-е годы отошла от политики. 
В 2008 году избрана в Палату депутатов XVI созыва от правоцентристской партии Народ свободы. В 2013 году избрана в Палату XVII созыва снова по спискам НС, но через некоторое время перешла в небольшую группу IDeA Смешанной фракции. 
Вернулась только в парламент XIX созыва в 2022 году (была избрана по спискам Братьев Италии в Калабрии).
В 1975 году Роччелла написала книгу «Aborto, facciamolo da noi» («Аборт: добьёмся этого сами»), но с возрастом кардинально изменила свои взгляды, заявив в августе 2022 на телеканале La7: «Я — феминистка, но феминистки никогда не рассматривали аборт как право, аборт — тёмная сторона материнства» и долгое время добивалась ограничений на действие закона 1978 года о праве на аборт. Выступала против дополнения закона Манчино о запрете пропаганды ненависти по расовым, этническим, религиозным и национальным основаниям положением о защите сообщества ЛГБТ, предложенным в 2013 году Иваном Скальфаротто (ddl Scalfarotto) и в 2020—2021 годах — депутатом от Демократической партии Алессандро Дзаном (ddl Zan). Осуждала легализацию гражданских союзов и предоставление им права на усыновление. В 2016 году пыталась инициировать референдум против гражданских партнёрств, но не смогла собрать достаточно подписей.
В 2000 году занялась журналистикой. В мае 2008 года заняла должность младшего статс-секретаря Министерства труда, здравоохранения и социальной политики четвёртого правительства Берлускони.
22 октября 2022 года было сформировано правительство Мелони, в котором Роччелла назначена министром без портфеля и получила в своё ведение вопросы семьи, рождаемости и равных возможностей.

## Труды
- Eugenia Roccella, Aborto: facciamolo da noi, Napoleone Editore, 1975.
- Eugenia Roccella, Acqua, sapone, e…, Idea libri, 1992.
- Eugenia Roccella, La letteratura rosa, Editori Riuniti, 1998.
- Eugenia Roccella, Dopo il femminismo, Ideazione editrice, 2001.
- Eugenia Roccella, Lucetta Scaraffia, Contro il cristianesimo. L’ONU e l’Unione Europea come nuova ideologia, Edizioni Piemme, 2005.
- Eugenia Roccella, Assuntina Morresi, La favola dell’aborto facile. Miti e realtà della pillola RU 486, FrancoAngeli, 2006.
- Eugenia Roccella, Fine della maternità. Il caso degli embrioni scambiati e la fecondazione eterologa, Edizioni Cantagalli, 2015.